# Alex nigrozonata
Alex nigrozonata är en fjärilsart som beskrevs av Walker 1863. Alex nigrozonata ingår i släktet Alex och familjen mätare. Inga underarter finns listade i Catalogue of Life.